# Helga Hošková-Weissová

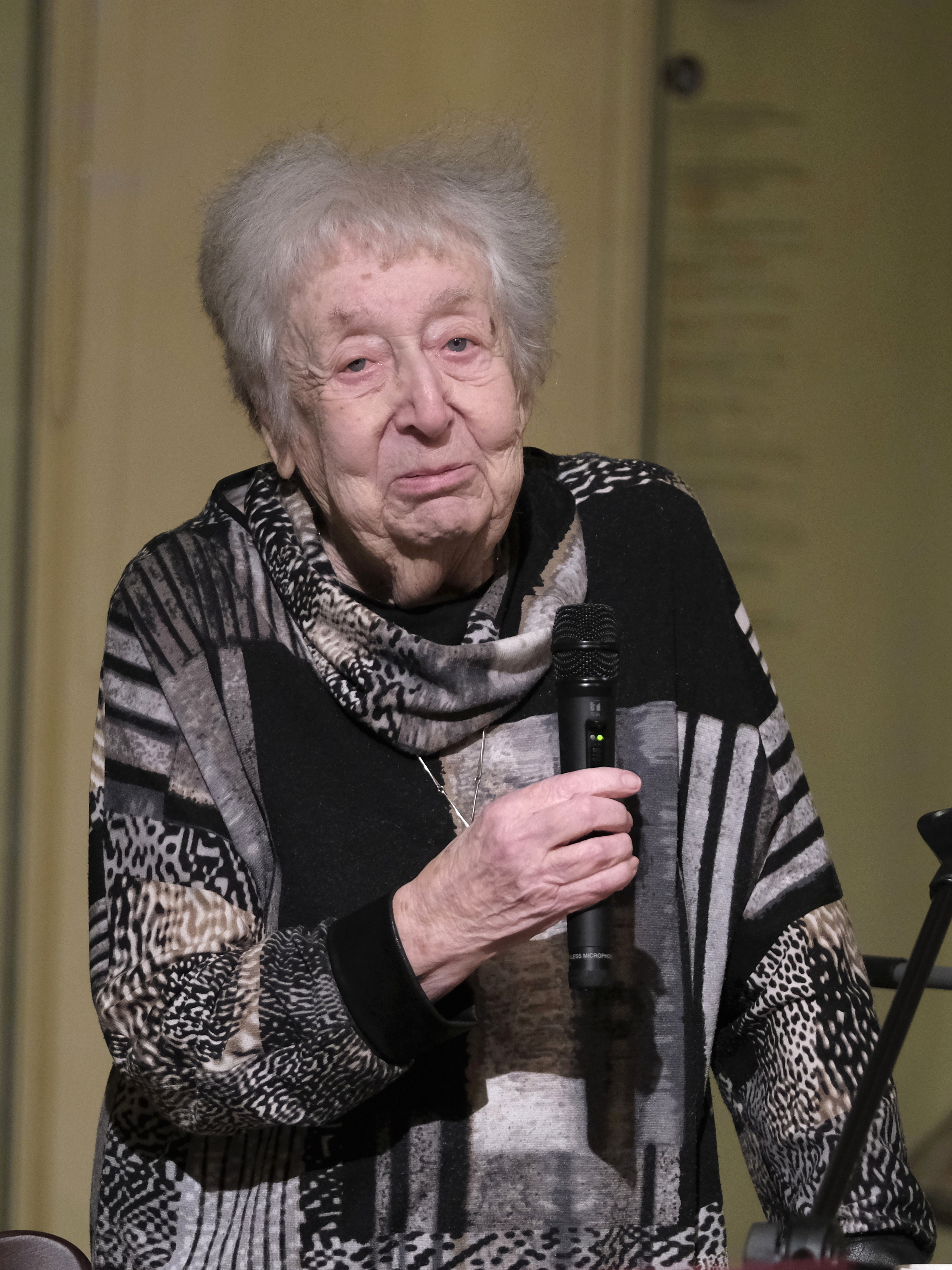
Helga Hošková-Weissová (2022)

Helga Hošková-Weissová, auch Helga Weiss, (* 10. November 1929 in Prag) ist eine tschechische Malerin jüdischer Herkunft und Holocaustüberlebende.

## Leben
Helga Weissova wuchs als Einzelkind in Prag auf. Ihr Vater Otto Weiss war als Kriegsinvalide aus dem Ersten Weltkrieg heimgekehrt und arbeitete als Bankangestellter, ihre Mutter war von Beruf Näherin. Nach der deutschen Zerschlagung der Tschechoslowakei im März 1939 wurde ihr Vater aufgrund der judenfeindlichen Maßnahmen der deutschen Besatzungsverwaltung aus seiner Anstellung entlassen.
Am 10. Dezember 1941 wurde die Familie in das Ghetto Theresienstadt deportiert, wo der Vater von ihnen getrennt wurde, er wurde drei Jahre nach ihnen, im September 1944, in einem Männertransport abtransportiert und ermordet, auch andere Verwandte wurden Opfer des Holocaust. Helga Weiss war auch von ihrer Mutter getrennt und lebte im Mädchenheim L410 im Ghetto Theresienstadt. Sie führte ein Tagebuch, und da sie zeichnerisch begabt war, zeichnete sie das alltägliche Lagerleben in ihrer Umgebung. Als sie 1944 nach Auschwitz transportiert wurde, blieben ihre zwei Tagebücher und die etwa einhundert Zeichnungen in einem Versteck in Theresienstadt zurück und wurden dadurch erhalten. Da die Häftlinge im Ghetto Theresienstadt nicht fotografieren durften, sind die heimlich angefertigten Zeichnungen eine wichtige Dokumentation.
In Auschwitz wurden sie und ihre Mutter an der Rampe als arbeitsfähige Häftlinge selektiert, kahl geschoren und kamen nach zehn Tagen als Zwangsarbeiter in das Frauen-Außenlager des KZ Flossenbürg nach Freiberg und von dort bei Kriegsende noch in einem Todesmarsch in das KZ Mauthausen, wo sie nahezu verhungert am 5. Mai 1945 befreit wurden.
Weissová und ihre Mutter bezogen wieder ihre Wohnung in Prag. Sie ergänzte ihre Tagebücher mit ihren Erlebnissen aus den Wochen nach der Haft in Theresienstadt. Weissová studierte an der Kunstgewerbeschule Prag u. a. bei Emil Filla und wurde akademische Malerin. Sie heiratete den Kontrabassisten Jiří Hošek, der beim Tschechischen Radiosinfonieorchester beschäftigt war. Sie haben eine Tochter und den Sohn Jiří, der als Cellist arbeitet.
Für Arnošt Lustig illustrierte sie 1957/58 die Bücher Noc a naděje (Nacht und Hoffnung) und Démanty noci (Diamanten der Nacht). 1965 hatte sie einen zehnwöchigen Arbeitsaufenthalt in der Künstlerkolonie Ein Hod in Israel. Die dadurch angeregte Bilderfolge wurde im Frühjahr 1968 im Jüdischen Museum Prag ausgestellt, eine Folgeausstellung in West-Berlin wurde nach der Niederschlagung des Prager Frühlings nicht mehr realisiert. Zwischen 1966 und 1986 entwarf sie die 20 Titelseiten für das Jüdische Jahrbuch der Jüdischen Gemeinde in Prag. Im Herbst 1991 hatte sie in der Klausen-Synagoge in Prag eine große Ausstellung ihrer Werke. Sie führte einen Auftrag für ein Relief am Sammelplatz der Deportationen im Prager Holešovice-Viertel aus. Seit 1998 wurden verstärkt ihre Kinderbilder aus Theresienstadt gewürdigt.
In den 1960er Jahren erschienen Auszüge aus ihrem Theresienstädter Tagebuch in einer in der Tschechoslowakei herausgegebenen Anthologie. Das Tagebuch erschien 2013 in deutscher und einigen anderen Sprachen.
1993 erhielt sie einen Ehrendoktor des Massachusetts College of Art and Design in Boston. 2009 erhielt sie die Josef-Hlávka-Medaille der Akademie der Wissenschaften der Tschechischen Republik und die Verdienstmedaille der Tschechischen Republik.

## Werke
- Zeichne, was Du siehst. Deutsch – Česky – English. Hrsg. vom Niedersächsischen Verein zur Förderung von Theresienstadt/Terezín e. V. Wallstein, Göttingen 1998, ISBN 978-3-89244-316-2.
- Zeichne, was du siehst. Zeichnungen eines Kindes aus Theresienstadt, Wallstein, Göttingen 2004, ISBN 3-89244-783-7.
- Weiss, Helga: Und doch ein ganzes Leben. Ein Mädchen, das Auschwitz überlebt hat (Originaltitel Deník, übersetzt von Elke Cermàkovà), Lübbe, Köln 2013, ISBN 978-3-7857-2456-9.
- Kathy Kacer: Die Kinder aus Theresienstadt. Mit Zeichnungen von Helga Weissová (Originaltitel: Clara's War, übersetzt von Yvonne Hergane). Ravensburger TB 58188, Ravensburg 2003, ISBN 3-473-58188-7.
- Helga Weissová-Hošková. Das künstlerische Schaffen. Hrsg. vom Niedersächsischen Verein zur Förderung von Theresienstadt/Terezín. Wallstein, Göttingen 2002, ISBN 3-89244-526-5.
- Helga Weissová. Exhibition of the Jewish Museum in Prague, 15 October - 29 November 2009. Text and catalogue preparation: Arno Pařík, translation: Stephen Hattersley. Robert Guttmann Gallery, Praha, 2009. Ausstellung anlässlich des 80. Geburtstags (englisch).
- Otto Weiss; Helga Weissová: And God saw that it was bad: a story from the Terezín Ghetto. Aus dem Tschechischen übersetzt von Iris Urwin Lewitová; Wissenschaftliche Betreuung Ruth Bondy. Yad Vashem, Jerusalem 2010 (englisch).